# Taipinus globosus
Taipinus globosus – gatunek chrząszcza z rodziny stonkowatych i podrodziny Chrysomelinae.
Gatunek ten opisany został w 2011 roku przez Mauro Daccordiego i Ge Siqina.
Chrząszcz o ciele długości od 4,4 do 4,8 mm i szerokości od 3,3 do 3,4 mm, ubarwiony metalicznie spiżowo z rudobrązowymi czułkami, odnóżami i elementami aparatu gębowego. Jego przedplecze odznacza się brakiem szczecinek czuciowych w tylnych i przednich kątach oraz rzadkim i mikroskopijnym punktowaniem. Na pokrywach duże i grube punkty tworzą nieco nieregularne rzędy między którymi powierzchnia jest szagrynowana i delikatnie punktowana. Samiec ma edeagus w części nasadowej ostro zakrzywiony ku dołowi, a na wierzchołku szeroki i zaokrąglony. Jego smukłe i zesklerotyzowane flagellum ma kształt haka, a otwór bazalny przekracza ⅓ długości edeagusa.
Owad znany tylko z zachodniego Henanu w Chinach.